# Sinclairia liebmannii
Sinclairia liebmannii là một loài thực vật có hoa trong họ Cúc. Loài này được (Klatt) Sch.Bip. ex Rydb. miêu tả khoa học đầu tiên năm 1927.